# Antonov An-218

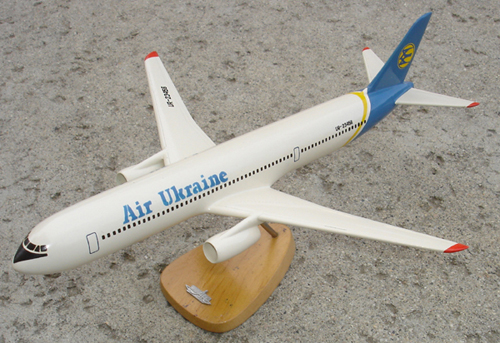
Model van Antonov AN-218

De Antonov An-218 was een ontwerp voor een commercieel verkeersvliegtuig van het vliegtuigontwerpbureau Antonov.
Het tweemotorige toestel zou 350 passagiers kunnen vervoeren, maar is nooit in productie gekomen.

## Specificaties (An-218-100 als ontworpen)
- Lengte: 59,79 m
- Hoogte: 15,7 m
- Vleugeloppervlakte: 270 m2
- Snelheid: 870 km/h